# Elezioni presidenziali negli Stati Uniti d'America del 1984

Voti nel Collegio Elettorale: Ronald Reagan/George H.W. Bush (525); Walter Mondale/Geraldine Ferraro (13).

Le elezioni presidenziali negli Stati Uniti d'America del 1984 si svolsero il 6 novembre. La sfida oppose il presidente repubblicano uscente Ronald Reagan e il candidato democratico Walter Mondale.
Per la prima volta nella storia una donna, l'italoamericana Geraldine Ferraro, fu candidata al ruolo di vicepresidente da uno dei due maggiori partiti. Il tandem Mondale-Ferraro venne però travolto da Reagan, che si aggiudicò tutti gli stati in palio tranne il Minnesota, Stato di provenienza del candidato democratico (che vinse inoltre nel distretto federale di Washington). Rimane tutt'oggi la vittoria più larga di sempre; nessun candidato repubblicano è peraltro mai riuscito, dopo il 1984, anche solo a eguagliare il risultato elettorale che Reagan conseguì negli Stati del Nord-est, tradizionalmente fedeli ai democratici.

## Risultati
| Candidati           | Candidati              | Partiti              | Voti       | %     | Delegati |
| Presidente          | Vicepresidente         | Partiti              | Voti       | %     | Delegati |
| ------------------- | ---------------------- | -------------------- | ---------- | ----- | -------- |
| Ronald Reagan (CA)  | George H. W. Bush (TX) | Partito Repubblicano | 54 455 472 | 58,77 | 525      |
| Walter Mondale (MN) | Geraldine Ferraro (NY) | Partito Democratico  | 37 577 352 | 40,56 | 13       |
| David Bergland (CA) | Jim Lewis (CT)         | Partito Libertario   | 228 111    | 0,25  | –        |
| Altri candidati     | -                      | -                    | 392 298    | 0,42  | –        |
| Totale              | Totale                 | Totale               | 92 653 233 | 100   | 538      |

| Ronald Reagan  |  | 58,77% |
| Walter Mondale |  | 40,56% |
| David Bergland |  | 0,25%  |
| Altri          |  | 0,42%  |

     Reagan (525)
     Mondale (13)